# Derorthaea curtiantenna
Derorthaea curtiantenna là một loài bọ cánh cứng trong họ Chrysomelidae. Loài này được Zhang miêu tả khoa học năm 1994.